# Grottes du Cerdon
Pour les articles homonymes, voir Cerdon.
Les grottes du Cerdon sont situées sur les communes françaises de Cerdon et de Labalme, dans le département de l'Ain, dans la région Auvergne-Rhône-Alpes. Elles abritent un gisement archéologique du Magdalénien. Elles sont ouvertes à la visite pour leur intérêt spéléologique.

## Géologie
Durant le Jurassique, un océan recouvrait l'actuel emplacement des grottes du Cerdon. Les dépôts de sédiments au fond de cet océan se sont transformés en calcaire et sont remontés à la surface après le retrait des eaux (-65 millions d'années). Le calcaire est une roche friable qui est facilement traversable par l'eau. C'est l'eau qui creuse les cavités des grottes actuelles. En effet, une rivière souterraine résultant de la fonte des glaciers de la dernière glaciation (dont la fin se situe il y a environ 12000 ans) a creusé la roche.
Dans les grottes on trouve de nombreuses formations calcites : stalactites, stalagmites, draperies, fistuleuses, colonnes, cascades...

## Préhistoire
Au Magdalénien (17 000 à 14 000 ans avant le présent), les grottes servirent d'abri aux hommes de la Préhistoire. Les fouilles ont permis de mettre au jour des armes, des poteries, des outils et des ossements. On a également retrouvé les traces d'un foyer qui permet de dater l'occupation humaine d'avant la période néolithique.

## Histoire
De 1933 à 1959, les grottes furent utilisées par un fromager pour l'affinage du bleu de Gex.

## Fréquentation
En 2015, le site fait partie des 10 sites les plus visités du département de l'Ain, avec 30 000 visiteurs.